# We're Back! A Dinosaur's Story
We're Back! A Dinosaur's Story (Rex, un dinosaurio en Nueva York en España y Chicos, estamos de vuelta en Hispanoamérica excepto en Venezuela, donde se titula Hemos vuelto, una historia de dinosaurios) es una película de dibujos animados de 1993 dirigida por Phil Nibbelink, Zondag Dick, Ralph Zondag y Simon Wells y producida por Steven Spielberg y Steve Hickner. La distribución corrió a cargo de Universal Studios.

## Argumento
La historia comienza en la Ciudad de Nueva York, concretamente en Central Park, con un trío de jóvenes bluebirds acosando a su hermano menor, Buster (Blaze Berdahl). Cuando Buster deja a su familia, conoce a un inteligente Tiranosaurio Rex de color naranja llamado Rex (John Goodman), que se encuentra tranquilamente jugando al golf. Le explica a Buster que él era una vez un dinosaurio devastador y violento, por lo que procede a contar su historia personal.
En épocas prehistóricas, había todo un sinfín de dinosaurios temibles y peligrosos, pero ninguno como un bestial y horrendo Tiranosaurio Rex el cual era una criatura salvaje, aterrorizante y hambrienta que aterrorizó enormemente a los dinosaurios más pequeños y los perseguía para lograr morderlos y devorárselos. Pero una noche, mientras se encuentra listo para devorarse a su presa, es golpeado por una extraña nave espacial, lo cual hace que su presa consiga escapar. El Tiranosaurio Rex se vuelve más furioso y se dispone a atacar a aquella nave espacial, cuando una escotilla se abre y aparece una pequeña y dinámica criatura alienígena verde llamada Vorb (Jay Leno), quién no duda en presentarse y disponerse a cumplir una misión. Vorb captura al Tiranosaurio Rex mediante trampas y le da de comer a la fuerza una exagerada dosis de "Cerebro Grano", un cereal de desayuno especial que aumenta enormemente la inteligencia del furioso dinosaurio, volviéndolo más sensible y tranquilo y desterrando su lado salvaje y violento. Luego se le da el nombre oficial como Rex (nada más) y se le presenta a otros dinosaurios que también han sido alimentados con cereales cerebrales como él: un Parasaurolophus verde algo torpe y alocado llamado Dweeb ( Charles Fleischer), un Triceratops azul rechoncho y goloso llamado Woog (René LeVant), y una Pterodáctilo púrpura femenina y amorosa llamada Elsa (Felicity Kendal). Pronto, tras un almuerzo compartido de salchichas, conocen al Capitán Neweyes (Walter Cronkite), el maestro inventor de Cerebro Grano y piloto de la nave espacial, que revela su objetivo de permitir a todos los niños del mundo entero ver dinosaurios reales, cumpliendo sus mayores deseos como agradecimiento de comprar su cereal. Él se alegra de escuchar que los dinosaurios aceptan la proposición y realizan un viaje en el espacio y tiempo hasta llegar a la época actual. Una vez en el presente, Neweyes indica que planea llevarlos a la Dra. Julia Bleeb (Julia Child), su amiga de confianza quien los guiará al Museo Americano de Historia Natural, el lugar educativo más increíble que existe en Nueva York. También les aconseja expresamente que eviten al Profesor Screweyes (Kenneth Mars), su hermano maligno y despiadadamente loco.
El Capitán Neweyes deja caer a los dinosaurios en el East River, pero ellos no se reúnen con la Dra. Bleeb. En cambio, se encuentran con un chico de barrio llamado Louie (Joey Shea), que no soporta el ser tratado como un niño por parte de sus padres, y por eso planea escaparse de su casa para unirse al Circo Excéntrico, y demostrar que ya es todo un hombre que puede valerse por sí mismo. Durante el aterrizaje los dinosaurios son guiados por Louie y llegan a un muelle en Nueva York; en eso, accidentalmente Rex cae al agua y empieza a ahogarse, pero Louie no pierde un momento y usa una excavadora para salvarlo; a partir de entonces los dos se hacen muy buenos amigos. Louie, sabiendo que si los ciudadanos descubren la existencia de dinosaurios vivos en la época actual pueden llegar a asustarse, decide ayudarlos a llevarlos al Museo de Historia Natural sin que nadie lo sepa, pero, para lograrlo, sugiere idear un plan infalible y estratégico. Montado sobre Elsa, Louie comienza a volar por todo Nueva York, mientras inicia la búsqueda de aquel plan con tal de conseguir que los dinosaurios puedan pasar inadvertidos por la ciudad; de pronto, cuando pasan por el Desfile del Día de Acción de Gracias de Macy's, Louie encuentra la solución perfecta para evitar el pánico en masa y emprenden el vuelo de regreso. Durante el trayecto, se encuentran con una niña dulce y gentil llamada Cecilia (Yeardley Smith), que a pesar de estar rodeada de lujos en su enorme apartamento, siente que su vida se ha vuelto miserable y vacía debido a sus padres ausentes por sus trabajos. Ella acepta entonces huir con Louie y ayudar a los dinosaurios.
Luego de un paseo en vuelo sobre Elsa, Cecilia se presenta ante Dweeb, Woog y Rex, mientras que Louie comenta el plan que ha ideado para que los dinosaurios puedan permanecer ocultos durante su viaje al Museo de Historia Natural; los disfraza como carrozas en el Desfile del Día de Acción de Gracias de Macy's. Durante el desfile, Rex escucha a todos los niños que desean ver a dinosaurios reales, por lo que comienza a cantar "Roll Back the Rock" (la canción del tema de la película). Cuando ve el globo de Apatosaurus saliendo en el desfile sin embargo, Rex lo confunde por ser real y la mano lo sacude demasiado apretado con sus garras, haciendo que su sellador de aire se abra. El globo se queda sin aire y cae sobre los dinosaurios, que salen de una u otra manera ilesos. Cuando el público se da cuenta de que los dinosaurios vivos están entre ellos, entran en un pánico. Las autoridades locales son llamadas a detener a los dinosaurios.
A la vez que los dinosaurios se dispersan, con el fin de perder a la policía, Louie y Cecilia se aventuran a lo más profundo de Central Park, donde se encuentra el Circo Excéntrico del Profesor Screweyes. Sin saber de la naturaleza siniestra de Screweyes, los niños se disponen a firmar un contrato para actuar en su compañía de circo. Los dinosaurios tras salir ilesos de su percance, descubren el lugar donde Louie y Cecilia se encuentran y se apresuran a acudir allí con el fin de evitar cualquier trato con Screweyes, pero para cuando llegan ya era demasiado tarde, pues los niños ya han firmado el contrato. Screweyes, al conocer a los dinosaurios, explica que se deleita en asustar a la gente y cree que los dinosaurios harían una gran adición y una principal atracción para su circo. A continuación, revela su propia creación llamada "Cerebro Drenaje", una fórmula en base de píldoras que son el polo opuesto de Cerebro Grano de su hermano el Capitán Neweyes. Screweyes demuestra el Cerebro Dernaje en Louie y Cecilia, transormándolos en chimpancés; Rex le pide que los devuelva a su forma humana pero en eso Screweyes ofrece a los dinosaurios un particular chantaje llevando a cabo un macabro plan de convertirlos para siempre en la atracción principal de su circo y de paso humillar a Neweyes: si consumen las píldoras y se unen a su compañía, destruirá el contrato y liberará a Louie y a Cecilia. A regañadientes y sin otra opción, los dinosaurios aceptan el chantaje para gozo y alegría del Profesor Screweyes. Antes de marcharse, sabiendo muy bien que su amistad con Louie se perdería a causa de su drenaje de cerebro, Rex se acerca tristemente a despedirse de los niños quienes se encontraban profundamente dormidos, volviéndolos a su forma humana y les pide que lo recuerden para luego irse.
Cuando los niños despiertan a la mañana siguiente, son recibidos por un payaso de circo llamado Stubbs (Martin Short). Al ver a los dinosaurios regresar a sus estados salvajes naturales, Louie y Cecilia, con la ayuda de Stubbs, planean colarse en el espectáculo de la noche y salvar a los dinosaurios. El Profesor Screweyes, quien se luce como el anfitrión y maestro de ceremonias del Circo Excéntrico, da la bienvenida a su tenebroso espectáculo, causando el pánico en la audiencia. Cuando Screweyes presenta a los dinosaurios como las peores bestias salvajes de sus pesadillas, Louie queda sorprendido por lo que ha sucedido, comprendiendo las terribles intenciones del anfitrión. El mismo Screweyes, afirmando que ya puede controlar a los dinosaurios en un instante, se acerca al ahora salvaje Rex, y procede a hipnotizarlo con su ojo falso, el cual posee poderes malignos. Todos los espectadores se asustan durante el espectáculo y muchos huyen ante la presencia de la bestia sanguinaria, tal como el maligno anfitrión del Circo Excéntrico lo ha tenido bien previsto. Pero de repente, un cuervo invade por sorpresa la sala de control electrónico y activa malintencionadamente las luces de la llamarada, dejando al salvaje Rex confundido y fuera del trance. El salvaje Rex, al darse cuenta de que ha sido engañado, se enfurece y trata de devorar de un solo bocado a Screweyes. Sin embargo, Louie entra y desesperadamente le dice al salvaje Rex que matar a Screweyes no valdrá la pena, suplicando entre lágrimas a su amigo que lo suelte, lo que hace que el salvaje Rex deje de ser la bestia sanguinaria y vuelva a su naturaleza sensible y amistosa, para sorpresa y enfado del anfitrión. Luego de esto, Louie y Cecilia le dan un abrazo a los salvajes Dweeb, Woog y Elsa haciendo que también vuelvan a su naturaleza amable. Un enloquecido y molesto Screweyes se dispone a atacar a los niños puesto a que su plan de convertir a los dinosaurios para siempre en la atracción principal de su circo ha fracasado; justo entonces, el Capitán Neweyes llega en su nave espacial para detenerlo y exigirle que admita la derrota. Luego Neweyes felicita a Louie y a Cecilia, que proceden a besarse delante de toda una multitud de personas. Stubbs se despide de los niños deseándoles buena suerte y anuncia su renuncia al empleo de ayudante de Screweyes, no sin antes gastarle sus bromas contra el anfitrión hasta dejarlo en ridículo frente a todo el público el cual se ha asombrado y se ha divertido entre risas y aplausos ante la increíble comedia del buen payaso. El Capitán Neweyes, Louie, Cecilia y los dinosaurios abordan la nave, dejando a un aterrado Profesor Screweyes completamente solo en la oscuridad de la noche, con su circo totalmente vacío y a merced los carroñeros cuervos que no dudan en abalanzarse sobre él y consumirlo por completo. Cuando los cuervos despegan, todo lo que queda de Screweyes es el ojo falso, que uno de los ellos lo toma y vuela con él.
Los dinosaurios pasan el resto de sus días en el Museo de Historia Natural, permitiendo a los niños ver dinosaurios vivos, cumpliendo sus deseos, tal como lo ha querido el Capitán Neweyes. Mientras tanto, Louie y Cecilia han de reconciliarse con sus respectivos padres, y los dos se convierten en una pareja.
Así terminando la historia, Rex devuelve a Buster a su familia antes de regresar al Museo de Historia Natural, canturreando la canción del tema de la película para sí mismo.

## Personajes
- Rex: un Tiranosaurio rex que piensa en vivir y disfrutar de la vida. Antes solía ser devastador y hambriento, pero desde que consumió una exagerada dosis del cereal Cerebro Grano, se hizo suave y sensible. Es bastante imprudente y le encanta hacer reír a los niños (cantando por ejemplo). Hizo buena amistad con Louis, que guarda más de una vez en el corazón. Rex ama la paz y tranquilidad y se le puede ver alegremente en el parque jugando al golf.
- Elsa: una Pterodáctilo, la única del grupo que tiene género femenino. Es ligera y tiene el alma de una gallina madre real, especialmente hacia los niños. Ella pone los huevos a menudo y le encanta señalar que Rex es atractivo. Elsa es un poco probable, pero sigue siendo de protección de todo lo que  ama.
- Dweebs: un Parasaurolophus algo torpe y alocado, especialmente con su voz. Se lleva especialmente bien con Woog. Es más sensibles y cariñoso que los otros tres.
- Woog: un Triceratops rechoncho que ama comer. Es amable y delicado. A pesar de ser un dinosaurio herbívoro le encantan las salchichas.
- Louis: el chico de barrio que demuestra la actitud de todo un rebelde, pero en realidad es carismático y encantador. No le gusta mostrar sus emociones y siempre que puede las trata de esconder la mayor parte del tiempo, sobre todo hacia Cecilia. Louis se escapa de su casa con tal de querer demostrar su hombría y sin importarle nada, ni siquiera la preocupación de sus padres, para unirse al Circo Excéntrico del Profesor Screweyes. Será hechizado por Cecilia y ella rápidamente se convertirá en la amiga de nuestro héroe.
- Cecilia: la niña amable, dulce y gentil que es hija de padres ricos, pero menudo está sola y triste en su apartamento grande, lo que causa que su vida sea miserable y vacía. Por casualidad conoce a Louis que propondrá huir para ayudar a los dinosaurios a cumplir su objetivo de llegar al Museo de Historia Natural. Cecilia seguirá el camino que le dicta su corazón y hará cualquier cosa para estar con sus amigos, en especial con Louis de quien está completamente enamorada.
- Capitán Neweyes: un maestro que vive en un futuro donde todas las especies viven en perfecta armonía. Él inventó la radio de los deseos que muestra los deseos de los niños. Es él quien toma bajo su ala a los cuatro dinosaurios para que los niños puedan conocerlos y divertirse. Su fama y fortuna se les atribuye a la creación de su cereal Cerebro Grano. Su amiga de confianza es la Dra Julia Blebb, y su ayudante es un alienígena un poco extraño y demasiado dinámico.
- Vorb: es el alienígena ayudante del Capitán Neweyes, que a pesar de ser algo extraño, siempre muestra su dinámico entusiasmo. Con un carácter optimista, Vorb nunca deja de lado sus deberes y siempre sabe cumplirlas con una buena sonrisa, siendo leal al Capitán Neweyes en todo sentido.
- Dra Julia Blebb: es la amiga de confianza del Capitán Neweyes y encargada del Museo de Historia Natural que siempre está dispuesta a ayudar a cumplir lo que se propone. Al recibir la noticia del Capitán Neweyes de recibir dinosaurios reales, sale en su búsqueda.
- Profesor Screweyes: el infeliz y amargado hermano del Capitán Neweyes y antagonista. Se volvió completamente loco cuando perdió un ojo en un fatídico día hace tiempo atrás.  Él creó el Circo Excéntrico para asustar a la gente. Su mirada en un ojo falso le permite controlar las mentes de las personas que han firmado los contratos. Quiere transformar a los cuatro dinosaurios volviéndolos a su verdadera naturaleza como bestias salvajes y sanguinarias para que sean la principal atracción de su circo. Él inventó la radio del terror que muestra el miedo de la gente.
- Stubbs: Es un payaso secuaz del Profesor Screweyes que a diferencia de su jefe, es amable, le gusta reír y demostrar su increíble talento para la comedia. Durante un tiempo quería demostrarle al Profesor Screweyes que era gracioso (algo imposible para una persona de maldad pura), pero gracias a las palabras de Louis y Cecilia se dio cuenta de que en vez de intentar hacer reír a un anfitrión de circo desinteresado, puede llegar a ser lo suficientemente gracioso para los demás.

## Reparto
| Personaje          | Actor original    | Los Ángeles - Actor de doblaje           | España - Actor de doblaje |
| ------------------ | ----------------- | ---------------------------------------- | ------------------------- |
| Rex                | John Goodman      | Jorge García Ignacio Campero (canciones) | Jordi Boixaderas          |
| Buster             | Berdahl Blaze     | ????                                     | Graciela Molina           |
| Elsa               | Rhea Perlman      | Gloria González                          | Elsa Fábregas             |
| Woog               | René Le Vant      | ????                                     | Bruno Jordá               |
| Dweeb              | Charles Fleischer | Juan Zadala                              | Aleix Estadella           |
| Louie              | Joey Shea         | Laura Bustamante                         | María Moscardó            |
| Cecilia            | Yeardley Smith    | Erika Robledo                            | Nuria Doménech            |
| Stubbs el payaso   | Martin Short      | Isidro Olace                             | Antonio Crespo            |
| Vorb               | Jay Peno          | ????                                     | Pep Sais                  |
| Dra. Bleeb         | Julia Child       | María Becerril                           | Gloria Roig               |
| Mamá Pájaro        | Rhea Perlman      | ????                                     | Gloria Roig               |
| Papá pájaro        | ????              | ????                                     | Toni Solanes              |
| Capitán Neweyes    | Walter Cronkite   | Juan Cuadra                              | Félix Benito              |
| Profesor Screweyes | Kenneth Mars      | Roberto Alexander                        | Manuel Lázaro             |

## Trivia
- Detrás de los niños que bailan en el desfile se puede ver una película cuya vista previa de la película Parque Jurásico.
- La música de Rex, es como el título de hacer retroceder la Roca.
- La película fue un fracaso total recaudando menos de 10 millones de dólares a nivel mundial.